# Nati nel 1902/Luglio
| Questa pagina contiene informazioni ricavate automaticamente dalle voci biografiche con l'ausilio del template Bio e di un bot. L'aggiornamento è periodico e automatico e ricostruisce completamente la pagina. Se manca una persona in questa lista, sei pregato di non aggiungerla, ma accertati piuttosto che la sua voce biografica contenga il template Bio e che i dati anagrafici siano correttamente compilati. Se il template Bio manca, inseriscilo tu stesso o, in alternativa, metti l'avviso {{tmp\|Bio}} che ne segnala la mancanza. Se i dati riportati sono sbagliati, correggi direttamente la voce biografica; le modifiche saranno visibili in questa lista entro pochi giorni. Per chiarimenti vedi il progetto biografie. La lista contiene solo le 137 persone che sono citate nell'enciclopedia e per le quali è stato implementato correttamente il template Bio. Pagina aggiornata al 10 ago 2025. |

- 1º luglio - Carlo Ronza, politico italiano († 1986)
- 1º luglio - Josep Lluís Sert, architetto e urbanista spagnolo († 1983)
- 1º luglio - William Wyler, regista tedesco († 1981)
- 2 luglio - Gian Andreossi, hockeista su ghiaccio svizzero († 1964)
- 2 luglio - Giovanni Bruno, politico italiano († 1994)
- 2 luglio - Walter Bryan Emery, egittologo britannico († 1971)
- 2 luglio - Ferenc Idrányi, schermidore ungherese († 1958)
- 2 luglio - Auguste Liquois, fumettista e pittore francese († 1969)
- 2 luglio - Anna McCune Harper, tennista statunitense († 1999)
- 3 luglio - Angelo Giacomo Mott, politico e medico italiano († 1963)
- 3 luglio - Ralph Samuelson, statunitense († 1977)
- 4 luglio - Vince Barnett, attore statunitense († 1977)
- 4 luglio - Meyer Lansky, mafioso russo († 1983)
- 4 luglio - George Murphy, attore e ballerino statunitense († 1992)
- 4 luglio - Abe Saperstein, imprenditore, dirigente sportivo e allenatore di pallacanestro statunitense († 1966)
- 4 luglio - Erik Tuxen, direttore d'orchestra e compositore danese († 1957)
- 5 luglio - Giuseppe Baccilieri, calciatore italiano († 1971)
- 5 luglio - Carla Bartheel, attrice e fotografa tedesca († 1983)
- 5 luglio - Panama Al Brown, pugile panamense († 1951)
- 5 luglio - Adolf Kajpr, presbitero ceco († 1959)
- 5 luglio - Henry Cabot Lodge Jr., politico e diplomatico statunitense († 1985)
- 5 luglio - Johan Mastenbroek, allenatore di calcio olandese († 1978)
- 5 luglio - Ion Moța, politico romeno († 1937)
- 5 luglio - Arthur Trudeau, generale statunitense († 1991)
- 6 luglio - Gino Beltrame, politico e partigiano italiano († 1973)
- 6 luglio - Albert Deborgies, pallanuotista francese († 1984)
- 6 luglio - Carlo Manziana, vescovo cattolico italiano († 1997)
- 6 luglio - Giovanni Battista Marini, poeta italiano († 1980)
- 6 luglio - Heinz Neumann, politico e giornalista tedesco († 1937)
- 6 luglio - Louis Vola, musicista e contrabbassista francese († 1990)
- 7 luglio - Ava Astor, statunitense († 1956)
- 7 luglio - John Baptist Choi Deok-hong, vescovo cattolico sudcoreano († 1954)
- 7 luglio - Jack McGurn, pugile e mafioso italiano († 1936)
- 7 luglio - Pak Se-yong, poeta e politico nordcoreano († 1989)
- 8 luglio - Art Austin, pallanuotista statunitense († 1962)
- 8 luglio - Gwendolyn B. Bennett, poetessa, scrittrice e giornalista statunitense († 1981)
- 8 luglio - Emilio Giaccone, educatore italiano († 1972)
- 8 luglio - Domenico Li Muli, scultore e pittore italiano († 2003)
- 8 luglio - Jean Mamy, regista, montatore e scrittore francese († 1949)
- 9 luglio - Pablo Bartolucci, calciatore argentino († 1975)
- 9 luglio - Curzio Batini, ingegnere italiano († 1975)
- 9 luglio - Ricardo Montero, ciclista su strada spagnolo († 1984)
- 9 luglio - Gerhart Pohl, scrittore tedesco († 1966)
- 10 luglio - Kurt Alder, chimico tedesco († 1958)
- 10 luglio - Nathan Asch, scrittore statunitense († 1964)
- 10 luglio - Nicolás Guillén, scrittore cubano († 1989)
- 10 luglio - Sergej Jakovlevič Lemešev, tenore russo († 1977)
- 10 luglio - Ferdinando Natoni, militare italiano († 2000)
- 10 luglio - Nicola Romeo, avvocato e politico italiano († 1974)
- 10 luglio - Italo Stagno, sindacalista e militare italiano († 1947)
- 10 luglio - Günther Weisenborn, scrittore tedesco († 1969)
- 11 luglio - Léo Collard, politico belga († 1981)
- 11 luglio - Samuel Abraham Goudsmit, fisico olandese († 1978)
- 11 luglio - Alberico Motolese, politico italiano († 1991)
- 12 luglio - Günther Anders, filosofo e scrittore tedesco († 1992)
- 12 luglio - Takeichi Nishi, cavaliere e militare giapponese († 1945)
- 13 luglio - Paul Endacott, cestista statunitense († 1997)
- 13 luglio - Ugo Manunta, giornalista e politico italiano († 1988)
- 13 luglio - Alec Talbot, calciatore inglese († 1975)
- 13 luglio - Peter Wilhousky, compositore, direttore d'orchestra e educatore statunitense († 1978)
- 13 luglio - Giuseppe Zugaro De Matteis, politico italiano († 1988)
- 14 luglio - Folco Buonamici, militare italiano († 1990)
- 14 luglio - Paul Guilfoyle, attore e regista statunitense († 1961)
- 14 luglio - Josef Toufar, presbitero ceco († 1950)
- 14 luglio - Moderato Wisintainer, calciatore brasiliano († 1986)
- 15 luglio - Oreste Bonomi, politico italiano († 1983)
- 15 luglio - Raymond Hackett, attore statunitense († 1958)
- 15 luglio - Bruce Manning, sceneggiatore e produttore cinematografico statunitense († 1965)
- 15 luglio - Jean Rey, avvocato e politico belga († 1983)
- 16 luglio - Aleksandr Romanovič Lurija, medico, sociologo e psicologo sovietico († 1977)
- 16 luglio - Mary Philbin, attrice statunitense († 1993)
- 16 luglio - Andrew L. Stone, regista, produttore cinematografico e sceneggiatore statunitense († 1999)
- 17 luglio - Achille Dellarole, calciatore italiano († 1984)
- 17 luglio - Edward Gargan, attore statunitense († 1964)
- 17 luglio - Giuseppe Greco, avvocato e giurista italiano († 1968)
- 17 luglio - Silvio Napoli, generale e aviatore italiano († 1961)
- 17 luglio - Arnold Pihlak, calciatore estone († 1982)
- 17 luglio - Pauls Sokolovs, calciatore e hockeista su ghiaccio lettone († 1971)
- 17 luglio - Christina Stead, scrittrice australiana († 1983)
- 18 luglio - Iosif Bartha, calciatore rumeno († 1957)
- 18 luglio - Mario Fasson, calciatore svizzero († 1965)
- 18 luglio - Lorenzo Ferri, scultore e educatore italiano († 1975)
- 18 luglio - Manuel Hedilla, politico spagnolo († 1970)
- 18 luglio - Alphonse James Schladweiler, vescovo cattolico statunitense († 1996)
- 18 luglio - Federico Spoltore, pittore italiano († 1988)
- 18 luglio - Jessamyn West, scrittrice statunitense († 1984)
- 18 luglio - Chill Wills, attore e cantante statunitense († 1978)
- 19 luglio - Filippo Aliquò Taverriti, giornalista, storico e lessicografo italiano († 1976)
- 19 luglio - Vincenzo Cermignani, pittore italiano († 1971)
- 19 luglio - Georges Détré, aviatore francese († 1987)
- 19 luglio - Chet Miller, pilota automobilistico statunitense († 1953)
- 19 luglio - Germán Pardo García, poeta colombiano († 1991)
- 19 luglio - Francesco Santoro-Passarelli, giurista italiano († 1995)
- 20 luglio - Vera Buchanan, politica statunitense († 1955)
- 20 luglio - Tommy Glidden, calciatore inglese († 1974)
- 20 luglio - Henri-Charles Puech, storico delle religioni francese († 1986)
- 20 luglio - Paul Yoshigoro Taguchi, cardinale e arcivescovo cattolico giapponese († 1978)
- 21 luglio - Piera Cillario, imprenditrice italiana († 1980)
- 21 luglio - William Cuthbertson, pugile britannico († 1963)
- 21 luglio - Leah Rhodes, costumista statunitense († 1986)
- 21 luglio - Georges Wambst, ciclista su strada e pistard francese († 1988)
- 22 luglio - Reinhold Baer, matematico tedesco († 1979)
- 22 luglio - Daniel Mainwaring, scrittore e sceneggiatore statunitense († 1977)
- 22 luglio - Andrés Mazali, calciatore uruguaiano († 1975)
- 23 luglio - Ada Gobetti, giornalista, traduttrice e partigiana italiana († 1968)
- 23 luglio - Otto Laporte, fisico tedesco († 1971)
- 23 luglio - Elbridgen Rand Herron, alpinista, letterato e musicista statunitense († 1932)
- 24 luglio - Giuseppe Mancuso, vescovo cattolico italiano († 1978)
- 24 luglio - Nora Swinburne, attrice britannica († 2000)
- 24 luglio - Libero Tosi, fotografo e pittore italiano († 1988)
- 25 luglio - Alessandro Gambino, calciatore italiano
- 25 luglio - Giorgio Gambino, calciatore italiano († 1946)
- 25 luglio - August Geser, calciatore svizzero († 1981)
- 25 luglio - Hans Helfritz, compositore, musicologo e scrittore tedesco († 1995)
- 25 luglio - Eric Hoffer, scrittore, filosofo e psicologo statunitense († 1983)
- 25 luglio - Frank Waters, scrittore statunitense († 1995)
- 25 luglio - Antonín Šindelář, calciatore cecoslovacco († 1985)
- 26 luglio - Alanova, ballerina, coreografa e attrice statunitense († 1965)
- 26 luglio - Albert Forster, politico e generale tedesco († 1952)
- 26 luglio - Battista Perotti, allenatore di calcio e calciatore italiano
- 27 luglio - Walter Boninsegni, tiratore a segno italiano († 1991)
- 27 luglio - Antonio Parascandola, vulcanologo e mineralogista italiano († 1977)
- 28 luglio - Kenneth Fearing, scrittore statunitense († 1961)
- 28 luglio - Hedwig Haß, schermitrice tedesca († 1992)
- 28 luglio - Albert Namatjira, pittore australiano († 1959)
- 28 luglio - Karl Popper, filosofo austriaco († 1994)
- 28 luglio - Pieter ten Cate, compositore di scacchi olandese († 1996)
- 29 luglio - Jacques-André Boiffard, fotografo e medico francese († 1961)
- 29 luglio - Vico Consorti, scultore italiano († 1979)
- 29 luglio - Ernst Gläser, scrittore tedesco († 1963)
- 29 luglio - Vladimir Viktorovič Nemoljaev, regista cinematografico sovietico († 1987)
- 29 luglio - Gennaro Pesce, archeologo italiano († 1984)
- 29 luglio - Manuel Fernández Valderrama, calciatore spagnolo
- 29 luglio - Zheng Manqing, poeta e pittore cinese († 1975)
- 30 luglio - Rodolfo Morandi, avvocato, economista e politico italiano († 1955)
- 31 luglio - Julia Caba Alba, attrice spagnola († 1988)
- 31 luglio - Herman Tillemans, missionario e arcivescovo cattolico olandese († 1975)